# Coelichneumon oltenensis
Coelichneumon oltenensis är en stekelart som beskrevs av Constantineanu, Pirvescu och Mihalache 1979. Coelichneumon oltenensis ingår i släktet Coelichneumon och familjen brokparasitsteklar. Inga underarter finns listade i Catalogue of Life.